# Kiss Me Once
Kiss Me Once je dvanácté studiové album australské zpěvačky Kylie Minogue, vydané 14. března 2014 hudebním vydavatelstvím Parlophone ve Velké Británii a Warner Bros. Records v Severní Americe. Je to její první studiové album vydané od Aphrodite (2010). Album je první vydání Minogue pod Warner Music Group po celém světě. Dne 21. října 2014 vystoupila Minogue v pražské O2 areně v rámci evropské části turné Kiss Me Once Tour.

## Seznam skladeb
| Pořadí | Název                              | Autor                                                                                    | Délka |
| ------ | ---------------------------------- | ---------------------------------------------------------------------------------------- | ----- |
| 1.     | Into the Blue                      | Kelly Sheehan, Mike Del Rio, Jacob Kasher Hindlin                                        | 4:08  |
| 2.     | Million Miles                      | Chelcee Grimes, Daniel Davidsen, Peter Wallevik, Mich Hansen                             | 3:28  |
| 3.     | I Was Gonna Cancel                 | Pharrell Williams                                                                        | 3:32  |
| 4.     | Sexy Love                          | Wayne Hector, Autumn Rowe, Wallevik, Davidsen, Hansen                                    | 3:31  |
| 5.     | Sexercize                          | Sia Furler, Marcus Lomax, Jordan Johnson, Stefan Johnson, Clarence Coffee, Nella Tahrini | 2:47  |
| 6.     | Feels So Good                      | Tom Aspaul                                                                               | 3:37  |
| 7.     | If Only                            | Ariel Rechtshaid, Justin Raisen, Dan Nigro                                               | 3:21  |
| 8.     | Les Sex                            | Amanda Warner, Peter Wade Keusch, Joshua "J.D." Walker, William Rappaport, Henri Lanz    | 3:47  |
| 9.     | Kiss Me Once                       | Furler                                                                                   | 3:17  |
| 10.    | Beautiful (feat. Enrique Iglesias) | Enrique Iglesias, Mark Taylor, Alex Smith, Samuel Preston                                | 3:24  |
| 11.    | Fine                               | Karen Poole, Chris Loco, Kylie Minogue                                                   | 3:36  |